# 関東自動車宇都宮営業所

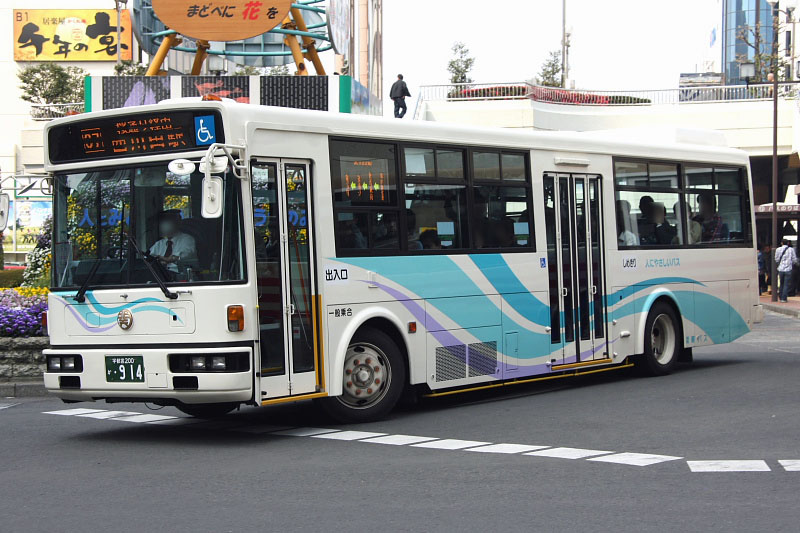
一般路線車両 西川田駅行

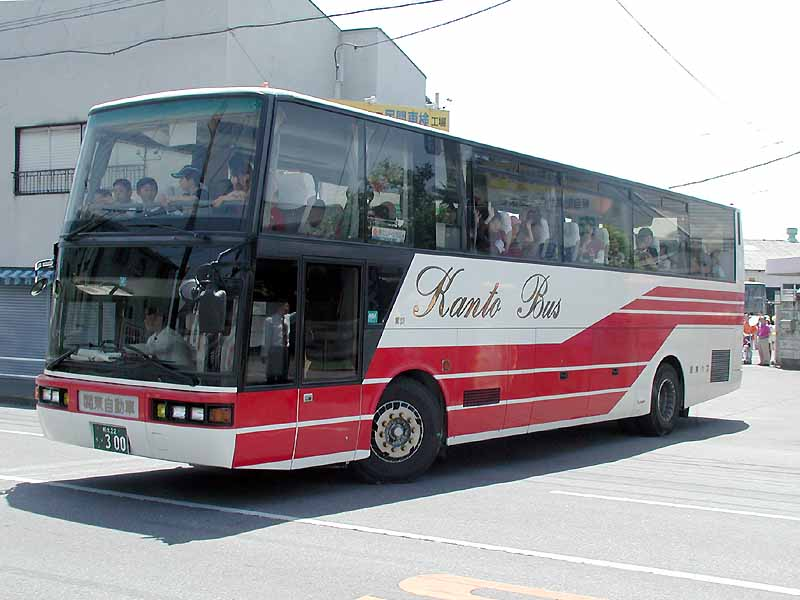
貸切車両の一例　いすゞスーパークルーザーUFC（廃車済み）

関東自動車宇都宮営業所（かんとうじどうしゃうつのみやえいぎょうしょ）は、栃木県宇都宮市砥上町にある関東自動車のバス営業所。
路線車両、貸切車両、特定車両が配置されており、一般路線は宇都宮市内の南西部のエリアを担当している。営業所最寄り停留所は旧名称の「砥上営業所」時代から「砥上（とかみ）車庫」となっている。

## 概要
1991年（平成3年）の開設当初は、乗合部門の「砥上営業所」に貸切部門「宇都宮観光営業所（宇都宮市駒生町645番地）の車庫機能」を併設する形だった。
現在地より400メートル北にあった関東自動車駒生営業所管轄の砥上団地出張所を廃止し、路線を砥上営業所に移管。翌年には出張所の跡地にバスガイド社員用の女子寮を新築したが、後に土地・建物とも売却した。
1998年（平成10年）の営業所再編で 乗合部門「砥上営業所」が簗瀬営業所に統合されて「砥上車庫」扱いとなった。一方で、貸切部門「宇都宮観光営業所」を移転し車庫機能を統合、名称を「宇都宮営業所」に変更した。
数年後、乗合部門が簗瀬営業所から切り離されて営業所に再び格上げされた際、旧名称の「砥上」には戻さず「宇都宮営業所」のままとした。
宇都宮観光営業所と合併したため、2018年までは、宇都宮地区の貸切車は主に当所に配置されていた。
所属車輌のナンバープレートは、1999年までは「栃木」、同年以降は「宇都宮」。

### 年表
- 1991年 - 江曽島営業所を現在地に新設移転し、砥上営業所開設[2]
- 1992年4月 - 東武鉄道よりJR宇都宮駅 - 六道 - 西川田駅線、子ども科学館線、おもちゃの町駅線など六道経由線を譲受[2]
- 1998年 - 砥上営業所を廃止し、宇都宮営業所を設置[2]
- 2015年2月27日 - 宇都宮市のバス路線新設社会実験として今宮循環線運行開始[3]。
- 2018年4月 - 今宮線を再編し宇都宮駅発着の循環路線から、宇都宮駅 - 今宮 - 雀宮駅線に変更。
- 2020年4月 - おもちゃの町駅 - 獨協医大病院線[4]が石橋営業所に移管された。
- 2021年8月1日 - 総合運動公園西バス停供用開始により、行き先番号31と36の路線の一部を同バス停まで延伸[5]
- 2022年4月1日 - 今宮線を石橋営業所（当時）へ移管[6]。

## 一般路線

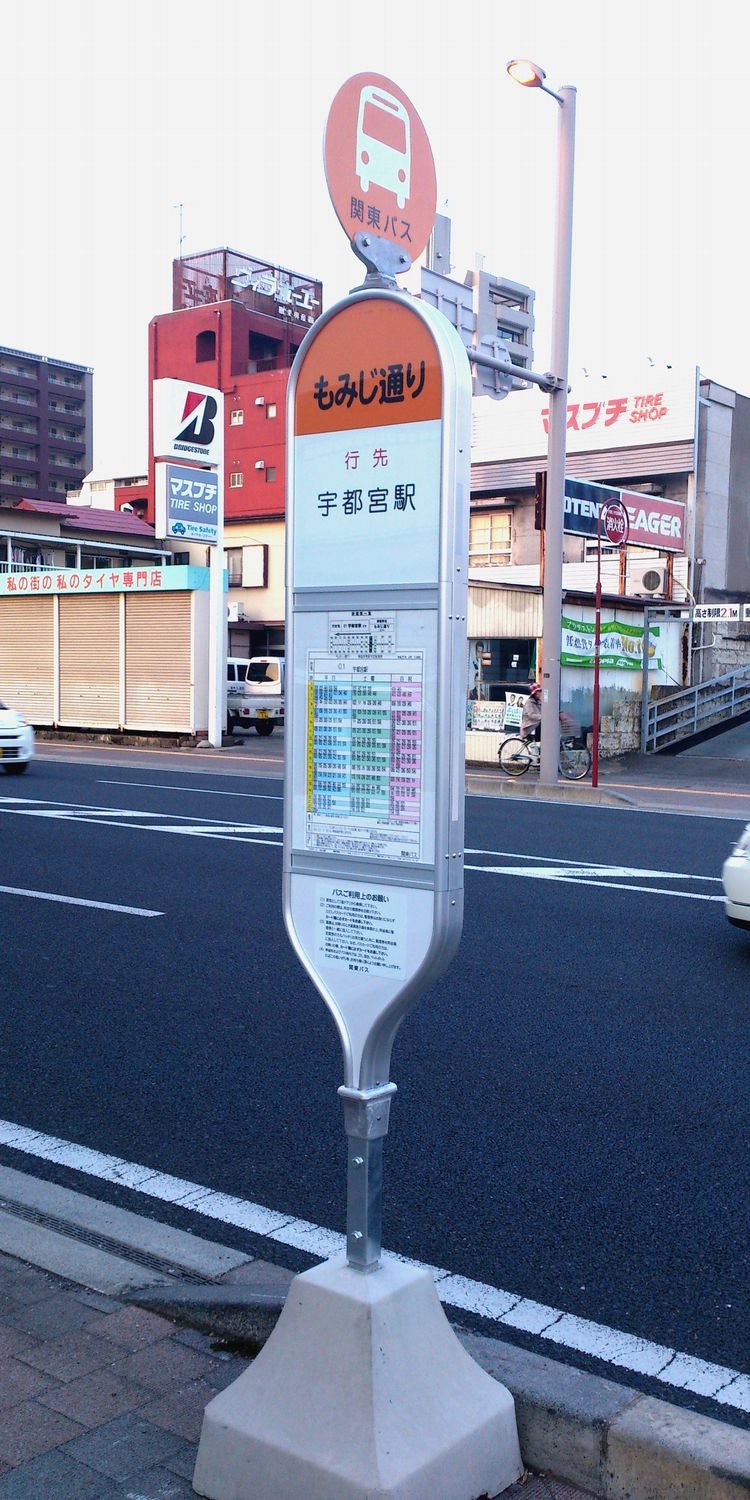
江曽島線「もみじ通り」バス停留所

（太文字停留所は、途中発着の設定がなされている停留所）
（[カッコ]は行先番号）

### 一条経由
- [01]JR宇都宮駅 - 県庁前 - 東武西口 - 一条 - 川田入口 - 県立がんセンター - 江曽島駅 - 緑町 - [31]西川田東[4] - [31]総合運動公園西

☆平日・月曜 - 金曜に深夜バスを運行。
- 区間変更

かつては、現在の緑二丁目バス停（当時は江曽島車庫）までであった。この頃の名残により、一条経由西川田東行きについては行先表示としては「江曽島（西川田東）」と表示して運行する。
JR宇都宮駅 - 県庁前 - 東武西口 - 川田入口 - がんセンター - 江曽島駅 - 江曽島車庫（現・緑2丁目）
- - 2005年11月、車庫（転回場）移転により、江曽島車庫（現・緑2丁目） - 江曽島（西川田東）間を延長し現在のルートとなった。
  - 2021年8月1日、六道経由西川田線と共に、日中の一部便を総合運動公園西バス停まで延伸した[9]。
  - 2024年3月16日、平日夕方において減便を実施[10]。

### 陽西通り経由
- [01]JR宇都宮駅 - 県庁前 - 東武駅前 - 宇女高西口 - 陽西通り十文字 - 文化会館前 - 南宇都宮 - 宇高校前 - [34]鶴田駅[11]
  - 2024年3月16日のダイヤ改正より、平日と土曜の宇都宮駅発の最終便は午後10時10分から同９時半に40分繰り上げられた[12]。

### 六道経由
かつて六道経由の路線は関東自動車が鶴田駅まで、東武鉄道バスが西川田駅・子ども科学館・おもちゃのまち駅・総合運動公園方面を運行しており「宇都宮駅＝宇都宮高校前」間の2社共通定期券・回数券なども発行していた。1992年4月、東武が路線撤退するにあたり関東自動車へ譲渡され、西川田方面行も鶴田駅行と同じ六道経由の路線群に組み込まれた。その後おもちゃのまち駅発着は1年程度で廃止、子ども科学館・総合運動公園発着便は2004年3月をもって廃止となり、残った西川田駅行きはルートを変更し江曽島車庫発着（のちに西川田東へ変更）となった。現在の六道経由は鶴田駅および西川田東・総合運動公園西発着の運行となっている。
- 現行区間
  - [01]JR宇都宮駅 - 県庁前 - 東武駅前 - 宇女高前 - 六道 - 文化会館前 - 宇高校前 - [36]鶴田駅[4]
  - [01]JR宇都宮駅 - 県庁前 - 東武駅前 - 宇女高前 - 六道 - 文化会館前 - 宇高校前 - 東原町 - [36]西川田東 - [36]総合運動公園西

JR宇都宮駅 - 宇高校前までは同一ルート。西川田東と総合運動公園西行は、JR日光線の跨線橋を直進していくが、鶴田駅行は側道に入り鶴田駅へ至る。
- 区間変更
  - 滝谷町交差点の形状変更に伴い（六道からの道が車両通行不可となる）、気象台入口 - 滝谷町間ルートを気象台前（現・ハローワーク）経由に変更。
  - 東武バスより西川田方面路線を譲受後に、気象台前（現・ハローワーク） - 滝の原間ルートが滝谷町交差点・文化会館西口経由から文化会館前・あけぼの公園経由へと変更された。
  - 2004年4月、子ども科学館発着便・総合運動公園発着便を廃止。西川田駅発着便をから旧江曽島車庫（現・緑二丁目 付近）発着へと変更。
  - 2005年11月、旧江曽島車庫の移転に伴い、西川田東（新転回所）発着へ変更。
  - 2021年8月1日、江曽島線と共に、一部便を総合運動公園西バス停まで延伸した[9]

- 廃止系統
  - JR宇都宮駅 - 県庁前 - 東武駅前 - 宇女高前 - 六道 - 文化会館前 - 宇高校前 - 東原町 - 西川田駅入口 - 幕田 - 安塚中町 - 獨協医大病院 - おもちゃの町駅
  - JR宇都宮駅 - 県庁前 - 東武駅前 - 宇女高前 - 六道 - 文化会館前 - 宇高校前 - 東原町 - 西川田駅 - 子ども科学館

西川田駅 - 子ども科学館の区間便もあった。
  - JR宇都宮駅 - 県庁前 - 東武駅前 - 宇女高前 - 六道 - 文化会館前 - 宇高校前 - 東原町 - 西川田駅入口 - 日本ランコ前（現・西川田南） - 総合運動公園

### 桜通り経由
- [01]JR宇都宮駅 - 県庁前 - 東武駅前 - 桜通り十文字 - 滝谷町 - 文化会館西口 - 宇高校前 - [37]鶴田駅[11]
- [01]JR宇都宮駅 - 県庁前 - 東武駅前 - 桜通り十文字 - 滝谷町 - 文化会館西口 - 宇高校前 - 東原町 - [37]西川田駅[11]

六道経由と同じくJR宇都宮駅 - 宇高校前までは同一ルートで運行し、JR日光線の跨線橋手前で側道に入り鶴田駅へ向かう系統と、跨線橋を直進し西川田駅に向かう系統に分かれる。六道経由の西川田駅発着が廃止された現在では、JR宇都宮駅から西川田駅まで運行される唯一の系統である。
2024年3月16日のダイヤ改正で、平日と土曜の宇都宮駅発の最終便が午後10時27分から同９時18分と1時間以上繰り上げられた。

### 西の宮団地線
みやバス路線
- [01]JR宇都宮駅 - 県庁前 - 東武駅前 - 桜通り十文字 - 三の沢 - [40]西の宮団地[13]

### 砥上車庫線
砥上車庫（宇都宮営業所）発着だが、いわゆる出入庫路線ではなく、砥上車庫 → 宇都宮駅 → 砥上車庫と1往復で完結しており、砥上車庫発および宇都宮駅発の便数は同じである。
同じ行き先番号を使用する長坂新鹿沼線の合間に運行される。2024年3月16日より朝夕のみの運行となっている。
- [01]JR宇都宮駅 - 県庁前 - 東武駅前 - 桜通り十文字 - 三の沢 - 野尻 - [43]砥上車庫[13]

### みやバス
- [38]雀宮駅 - 新富町 - ジェイコー宇都宮病院 - 南町北 - さつき団地局 - 兵庫塚一丁目 - 西川田南 - [38]西川田駅東口[4]

## 撤退・廃止路線

### 新町経由
2004年3月をもって全区間廃止
- [01]JR宇都宮駅 - 県庁前 - 東武西口 - 新町東 - 南宇都宮 - 宇高校前 - [35]鶴田駅

廃止数年前に材木町経由から東武西口経由に変更された。
- 区間変更前
  - [01]JR宇都宮駅 - 県庁前 - 東武駅前 - 材木町 - 新町東 - 南宇都宮 - 宇高校前 - [35]鶴田駅

### みやバス
- 雀宮駅 - 若松原 - 南警察署 - 兵庫塚一丁目 - 日本ランコ - 西川田駅東口（みやバス）
- 西の宮団地 - 野尻 - 上欠団地 - 松原団地 - 白桑田（みやバス）

## 他営業所へ移管

### おもちゃの町駅 - 獨協医大病院
東武バスから移管された路線。
2020年5月以降、同路線用停留所記載の連絡先が石橋営業所となっている。

### 今宮線
- JR宇都宮駅 - 旭陵橋東 - 川田入口 - 江曽島四丁目 - 今宮二丁目 - 総合運動公園南門 - 若松原二丁目 - 雀宮駅

- 2015年2月27日 宇都宮市のバス路線新設社会実験として今宮循環線運行開始。
- JR宇都宮駅 → （旭陵通り） → 川田入口 → 江曽島四丁目 → 今宮二丁目 → 今宮四丁目南 → 今宮二丁目 → 緑二丁目東 → 江曽島四丁目 → 川田入口 → （旭陵通り） → JR宇都宮駅
  - 循環運行を廃止し、雀宮駅へ路線延長、宮の橋南 - 栃木日産前間は無停車。

- 宇都宮駅 - 県庁前 - 東武西口 -川田入口 -江曽島四丁目 - 今宮二丁目 - 総合運動公園 -若松原二丁目 - 雀宮駅

東武西口経由便、2019年9月30日をもって廃止。
- 2022年4月1日、石橋営業所（当時）へ移管[6]。